# Premis Oscar de 2004
Els Premis Oscar de 2004 (en anglès: 77th Academy Awards) foren presentats el dia 27 de febrer de 2005 en una cerimònia realitzada al Kodak Theatre de la ciutat de Los Angeles.
L'esdeveniment fou presentat, per primera vegada, per l'actor i comediant Chris Rock.

## Curiositats
La pel·lícula més nominada de la nit fou L'aviador de Martin Scorsese amb onze nominacions, esdevenint la més guardonada de la nit amb 5 premis, si bé la majoria d'ells tècnics i on destacà el premi a millor actriu secundària per a Cate Blanchett interpretant a Katherine Hepburn. La gran guanyadora de la nit fou, però, Million Dollar Baby de Clint Eastwood, que amb set nominacions aconseguí guanyar quatre premis: millor pel·lícula, millor director, millor actriu per Hilary Swank i millor actor secundari per Morgan Freeman.
La victòria d'Eastwood a millor direcció el convertí en el director de més edat en aconseguir el premi, concretament als 74 anys. Per la seva part, amb la seva derrota Scorsese s'uní al selecte grup de directors que amb cinc nominacions no havien aconseguit el premi a millor direcció: Robert Altman, Clarence Brown, Alfred Hitchcock i King Vidor.
L'actor Jamie Foxx es convertí en el desè intèrpret en aconseguí dues nominacions en una mateixa edició, com a millor actor principal pel seu paper a Ray de Taylor Hackford i com a millor actor secundari per Collateral de Michael Mann, aconseguint guanyar el premi per la primera d'elles. Per la seva part Blanchett es convertí en la primera actriu en guanyar un Oscar per interpretar una actriu guardonada amb el mateix premi.
La cançó "Al otro lado del rio" de Diarios de motocicleta de Walter Salles es convertí en la segona cançó en aconseguir el premi a millor cançó sense ser en anglès.

## Premis
A continuació es mostren les pel·lícules que varen guanyar i que estigueren nominades a l'Oscar l'any 2004:
| Millor pel·lícula | Millor direcció |
| --- | --- |
| - Million Dollar Baby (Clint Eastwood, Albert S. Ruddy i Tom Rosenberg per a Lakeshore Entertainment i Malpaso Productions) - L'aviador (Graham King i Michael Mann per a Forward Pass, Appian Way, IMF i Initial Entertainment Group) - Descobrir el País de Mai Més (Richard N. Gladstein i Nellie Bellflower per a FilmColony) - Entre copes (Michael London per a Michael London Productions) - Ray (Taylor Hackford, Howard Baldwin i Stuart Benjamin per a Bristol Bay Productions, Anvil Films i Baldwin Entertainment Group) | - Clint Eastwood per Million Dollar Baby - Martin Scorsese per L'aviador - Alexander Payne per Entre copes - Taylor Hackford per Ray - Mike Leigh per Vera Drake |
| Millor actor | Millor actriu |
| - Jamie Foxx per Ray com a Ray Charles - Don Cheadle per Hotel Rwanda com a Paul Rusesabagina - Johnny Depp per Descobrir el País de Mai Més com a J. M. Barrie - Leonardo DiCaprio per L'aviador com a Howard Hughes - Clint Eastwood per Million Dollar Baby com a Frankie Dunn | - Hilary Swank per Million Dollar Baby com a Margaret "Maggie" Fitzgerald - Annette Bening per Coneixent la Julia com a Julia Lambert - Catalina Sandino Moreno per María, llena eres de gracia com a María Álvarez - Imelda Staunton per Vera Drake com a Vera Rose Drake - Kate Winslet per Eternal Sunshine of the Spotless Mind com a Clementine Kruczynski |
| Millor actor secundari | Millor actriu secundària |
| - Morgan Freeman per Million Dollar Baby com a Eddie "Scrap-Iron" Dupris - Alan Alda per L'aviador com a Owen Brewster - Thomas Haden Church per Entre copes com a Jack Cole - Jamie Foxx per Collateral com a Max Durocher - Clive Owen per Closer com a Larry Gray | - Cate Blanchett per L'aviador com a Katharine Hepburn - Laura Linney per Kinsey com a Clara McMillen - Virginia Madsen per Entre copes com a Maya Randall - Sophie Okonedo per Hotel Rwanda com a Tatiana Rusesabagina - Natalie Portman per Closer com a Alice Ayres/Jane Jones |
| Millor guió original | Millor guió adaptat |
| - Charlie Kaufman, Michel Gondry i Pierre Bismuth per Eternal Sunshine of the Spotless Mind - John Logan per L'aviador - Terry George i Keir Pearson per Hotel Rwanda - Brad Bird per Els increïbles - Mike Leigh per Vera Drake | - Alexander Payne i Jim Taylor per Entre copes (sobre hist. de Rex Pickett) - Ethan Hawke, Richard Linklater, Julie Delpy i Kim Krizan per Abans de la posta (sobre guió cinematogràfic de R. Linklater i K. Krizan Abans de l'alba) - David Magee per Descobrir el País de Mai Més (sobre hist. d'Allan Knee) - José Rivera per Diarios de motocicleta (sobre hist. d'Alberto Granado i The Motorcycle Diaries de Che Guevara) - Paul Haggis per Million Dollar Baby (sobre hist. de F.X. Toole)                                                               |
| Millor pel·lícula de parla no anglesa | Millor pel·lícula d'animació |
| - Mar adentro d'Alejandro Amenábar (Espanya) - Les Choristes de Christophe Barratier (França) - Der Untergang d'Oliver Hirschbiegel (Alemanya) - Yesterday de Darrell Roodt (Sud-àfrica) - Så som i himmelen de Kay Pollak (Suècia) | - Els increïbles de Brad Bird - Shark Tale de Bill Damaschke - Shrek 2 d'Andrew Adamson |
| Millor banda sonora | Millor cançó original |
| - Jan A. P. Kaczmarek per Descobrir el País de Mai Més - John Williams per Harry Potter i el pres d'Azkaban - Thomas Newman per Lemony Snicket's A Series of Unfortunate Events - John Debney per The Passion of the Christ - James Newton Howard per The Village | - Jorge Drexler (música i lletra) per Diarios de motocicleta ("Al otro lado del río") - Andrew Lloyd Webber (música); Charles Hart (lletra) per The Phantom of the Opera ("Learn to Be Lonely") - Glen Ballard i Alan Silvestri (música i lletra) per Polar express ("Believe") - Bruno Coulais (música); Christophe Barratier (lletra) per Les Choristes ("Vois sur ton chemin") - Adam Duritz, Charles Gillingham, Jim Bogios, David Immergluck, Matt Malley i David Bryson (música); Adam Duritz i Dan Vickrey (lletra) per Shrek 2 ("Accidentally in Love") |
| Millor fotografia | Millor maquillatge |
| - Robert Richardson per L'aviador - Bruno Delbonnel per Un long dimanche de fiançailles - Caleb Deschanel per The Passion of the Christ - John Mathieson per The Phantom of the Opera - Zhao Xiaoding per Shí Miàn Mái Fú | - Valli O'Reilly i Bill Corso per Lemony Snicket's A Series of Unfortunate Events - Jo Allen i Manolo García per Mar adentro - Keith Vanderlaan i Christien Tinsley per The Passion of the Christ |
| Millor direcció artística | Millor vestuari |
| - Dante Ferretti; Francesca Lo Schiavo per L'aviador - Gemma Jackson; Trisha Edwards per Descobrir el País de Mai Més - Aline Bonetto per Un long dimanche de fiançailles - Rick Heinrichs; Cheryl Carasik per Lemony Snicket's A Series of Unfortunate Events - Anthony Pratt; Celia Bobak per The Phantom of the Opera | - Sandy Powell per L'aviador - Alexandra Byrne per Descobrir el País de Mai Més - Colleen Atwood per Lemony Snicket's A Series of Unfortunate Events - Sharen Davis per Ray - Bob Ringwood per Troia |
| Millor muntatge | Millor so |
| - Thelma Schoonmaker per L'aviador - Jim Miller i Paul Rubell per Collateral - Matt Chesse per Descobrir el País de Mai Més - Joel Cox per Million Dollar Baby - Paul Hirsch per Ray | - Scott Millan, Greg Orloff, Bob Beemer i Steve Cantamessa per Ray - Tom Fleischman i Petur Hliddal per L'aviador - Randy Thom, Gary Rizzo i Doc Kane per Els increïbles - Randy Thom, Tom Johnson, Dennis S. Sands i William B. Kaplan per Polar express - Kevin O'Connell, Greg P. Russell, Jeffrey J. Haboush i Joseph Geisinger per Spider-Man 2 |
| Millors efectes visuals | Millors efectes sonors |
| - John Dykstra, Scott Stokdyk, Anthony LaMolinara i John Frazier per Spider-Man 2 - John Nelson, Andrew R. Jones, Erik Nash i Joe Letteri per Jo, robot - Roger Guyett, Tim Burke, John Richardson i Bill George per Harry Potter i el pres d'Azkaban | - Michael Silvers i Randy Thom per Els increïbles - Paul N. J. Ottosson per Spider-Man 2 - Randy Thom i Dennis Leonard per Polar express |
| Millor documental | Millor curtmetratge documental |
| - Born Into Brothels: Calcutta's Red Light Kids de Ross Kauffman i Zana Briski - The Story of the Weeping Camel de Luigi Falorni i Byambasuren Davaa - Super Size Me de Morgan Spurlock - Tupac: Resurrection de Lauren Lazin i Karolyn Ali - Twist of Faith de Kirby Dick i Eddie Schmidt | - Mighty Times: The Children's March de Robert Hudson i Robert Houston - Autism is a World de Gerardine Wurzburg - The Children of Leningradsky de Hanna Polak i Andrzej Celinski - Hardwood d'Hubert Davis i Erin Faith Young - Sister Rose's Passion d'Oren Jacoby i Steve Kalafer |
| Millor curtmetratge | Millor curtmetratge d'animació |
| - Wasp d'Andrea Arnold - 7:35 de la mañana de Nacho Vigalondo - Everything in This Country Must de Gary McKendry - Little Terrorist d'Ashvin Kumar - Two Cars, One Night de Taika Waititi i Ainsley Gardiner | - Ryan de Chris Landreth - Birthday Boy de Sejong Park i Andrew Gregory - Gopher Broke – Jeff Fowler i Tim Miller - Guard Dog de Bill Plympton - Lorenzo de Mike Gabriel i Baker Bloodworth |

## Premi Honorífic

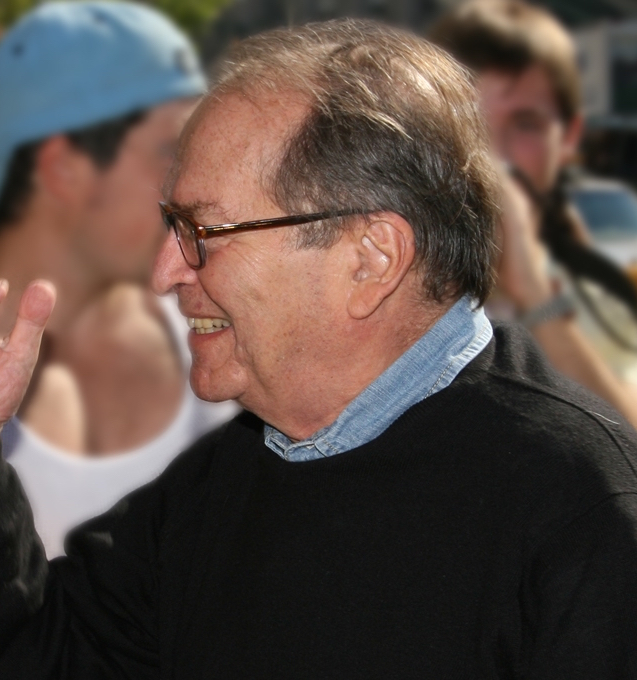
Sidney Lumet el 2007.

- Sidney Lumet - en reconeixement dels seus brillants serveis a guionistes, actors i l'art del cinema. [estatueta]

## Premi Humanitari Jean Hersholt
- Roger Mayer

## Premi Gordon E. Sawyer
- Tak Miyagishima

## Presentadors
| Nom                                         |                                                                             |
| ------------------------------------------- | --------------------------------------------------------------------------- |
| Randy Thomas                                | Anunciador dels premis                                                      |
| Halle Berry                                 | Millor direcció artística                                                   |
| Renée Zellweger                             | Millor actor secundari                                                      |
| Robin Williams                              | Millor pel·lícula d'animació                                                |
| Cate Blanchett                              | Millor maquillatge                                                          |
| Drew Barrymore                              | Introducció a la interpretació de la cançó nominada "Vois Sur Ton Chemin"   |
| Scarlett Johansson                          | Premis Científics i Tècnics i premi Gordon E. Sawyer                        |
| Pierce Brosnan Edna Mode (veu de Brad Bird) | Millor vestuari                                                             |
| Tim Robbins                                 | Millor actriu secundària                                                    |
| Chris Rock                                  | Presetnació del tribut a Johnny Carson                                      |
| Leonardo DiCaprio                           | Millor documental                                                           |
| Orlando Bloom Kirsten Dunst                 | Millor muntatge                                                             |
| Mike Myers                                  | Introducció a la interpretació de les cançó nominada "Accidentally in Love" |
| Adam Sandler                                | Millor guió adaptat                                                         |
| Jake Gyllenhaal Zhang Ziyi                  | Millors esfectes visuals                                                    |
| Frank Pierson                               | Introducció al presentador Al Pacino                                        |
| Al Pacino                                   | Presentador del Premi Honorífic a Sidney Lumet                              |
| Emmy Rossum                                 | Introducció a la interpretació de les cançó nominada "Learn to Be Lonely"   |
| Jeremy Irons                                | Millor curtmetratge                                                         |
| Laura Linney                                | Millor curtmetratge d'animació                                              |
| Kate Winslet                                | Millor fotografia                                                           |
| Penélope Cruz Salma Hayek                   | Millor so i millors efectes sonors                                          |
| Salma Hayek                                 | Introducció a la interpretació de les cançó nominada "Al otro lado del río" |
| Natalie Portman                             | Millor curtmetratge documental                                              |
| John Travolta                               | Millor Banda sonora                                                         |
| Martin Scorsese                             | Premi Humanitari Jean Hersholt a Roger Mayer                                |
| Annette Bening                              | Presentació del tribut In Memoriam                                          |
| Sean Combs                                  | Introducció a la interpretació de les cançó nominada "Believe"              |
| Prince                                      | Millor cançó                                                                |
| Sean Penn                                   | Millor actriu                                                               |
| Gwyneth Paltrow                             | Millor pel·lícula de parla no anglesa                                       |
| Samuel L. Jackson                           | Millor guió original                                                        |
| Charlize Theron                             | Millor actor                                                                |
| Julia Roberts                               | Millor direcció                                                             |
| Dustin Hoffman Barbra Streisand             | Millor pel·lícula                                                           |

### Actuacions
| Nom                               | Paper                        | Peça                                             |
| --------------------------------- | ---------------------------- | ------------------------------------------------ |
| Bill Conti                        | Arranjador musical Conductor | Orquestra                                        |
| American Boychoir Beyoncé Knowles | Intèrprets                   | "Vois sur ton chemin" de Les Choristes           |
| Counting Crows                    | Intèrprets                   | "Accidentally in Love" de Shrek 2                |
| Beyoncé Knowles                   | Intèrpret                    | "Learn to Be Lonely" de The Phantom of the Opera |
| Antonio Banderas Carlos Santana   | Intèrprets                   | "Al otro lado del rio" de Diarios de motocicleta |
| Yo-Yo Ma                          | Intèrpret                    | Tribut In Memoriam                               |
| Josh Groban Beyoncé Knowles       | Intèrprets                   | "Believe" de Polar express                       |

## Múltiples nominacions i premis
| Premis | Pel·lícula                                      |
| ------ | ----------------------------------------------- |
| 11     | L'aviador                                       |
| 7      | Descobrir el País de Mai Més                    |
| 7      | Million Dollar Baby                             |
| 6      | Ray                                             |
| 5      | Entre copes                                     |
| 4      | Els increïbles                                  |
| 4      | Lemony Snicket's A Series of Unfortunate Events |
| 3      | Hotel Rwanda                                    |
| 3      | The Passion of the Christ                       |
| 3      | The Phantom of the Opera                        |
| 3      | Polar express                                   |
| 3      | Spider-Man 2                                    |
| 3      | Vera Drake                                      |
| 2      | Les Choristes                                   |
| 2      | Closer                                          |
| 2      | Collateral                                      |
| 2      | Eternal Sunshine of the Spotless Mind           |
| 2      | Diarios de motocicleta                          |
| 2      | Harry Potter i el pres d'Azkaban                |
| 2      | Un long dimanche de fiançailles                 |
| 2      | Mar adentro                                     |
| 2      | Shrek 2                                         |

| Premis | Pel·lícula          |
| ------ | ------------------- |
| 5      | L'aviador           |
| 4      | Million Dollar Baby |
| 2      | Els increïbles      |
| 2      | Ray                 |